# Biblioteka cyfrowa
Biblioteka cyfrowa (także: biblioteka internetowa, wirtualna, elektroniczna) – usługa internetowa umożliwiająca udostępnianie w sieci publikacji cyfrowych, takich jak czasopisma elektroniczne lub e-booki, a także zdigitalizowanych tradycyjnych publikacji papierowych (czasopism, książek, map, zdjęć itp.).

## Biblioteka cyfrowa a tradycyjna
Nazwa nawiązuje do tradycyjnej biblioteki, która wypożyczała zbiory z własnego lokalu, przy czym funkcjonalnie biblioteka cyfrowa odpowiada raczej czytelni, do której zasobów dostęp możliwy jest jednak bez konieczności fizycznej obecności czytelnika w miejscu, z którego usługa jest świadczona (a także bez fizycznej obecności w nim tych zasobów). Usługa biblioteki cyfrowej może być świadczona przez dowolną instytucję, organizację lub osobę prywatną (w tym również przez tradycyjne biblioteki).

## Ograniczenia wynikające z prawa autorskiego
Niektóre biblioteki cyfrowe działają na zasadach otwartego dostępu, do innych dostęp jest ograniczony do zarejestrowanych użytkowników lub instytucji. Wynika to najczęściej z ograniczeń licencji, na jakich udostępniane są poszczególne zasoby.
W odróżnieniu od repozytoriów cyfrowych, gromadzących zazwyczaj zbiory współczesne, udostępniane przez autorów na licencjach otwartych, biblioteki cyfrowe o otwartym dostępnie często gromadzą utwory stare, które ze względu na wygaśnięcie majątkowych praw autorskich przeszły do domeny publicznej.

## Funkcje bibliotek cyfrowych
W zależności od tego, czy mamy do czynienia z masową digitalizacją, czy z powolnym procesem udostępniania dzieł, czy gromadzi się dzieła od początku dostępne w formie jako elektronicznej („born digital”) biblioteki cyfrowe pełnią różne funkcje i służą różnym użytkownikom. Generalnie jednak ich najważniejszą funkcją jest funkcja kulturowa – chodzi o zabezpieczenie dziedzictwa kultury, służbę nauce i edukacji.
Biblioteka cyfrowa spełnia również takie funkcje jak:
- informacyjna – poprzez gromadzenie zasobów informacji o różnym charakterze, metainformacji oraz dokumentów cyfrowych;
- wyszukiwawcza (pochodna funkcji informacyjnej) – umożliwia wyszukiwanie zbiorów lub informacji o nich;
- poznawcza – ułatwia zdobycie wiedzy, np. użytkownik może odnaleźć ciekawostki o swoim regionie;
- estetyczna – architekci bibliotek cyfrowych udostępniają funkcjonalny interfejs, który ułatwia poruszanie się po stronie internetowej użytkownikom;
- naukowo-edukacyjna – w bibliotekach cyfrowych znajdują się publikacje naukowe i inne materiały pomocne w nauce;
- rozrywkowa – udostępnianie użytkownikom zbiorów, które są związane z ich zainteresowaniami, np. fotografii czy widokówek (cenne obiekty dla kolekcjonera);
- archiwizacyjna – wykorzystywanie technologii służących przedłużeniu żywotności zbiorów;
- lokalna – promowanie zbiorów, które są charakterystyczne dla danego regionu;
- społeczno-integracyjna – użytkownicy bibliotek cyfrowych tworzą społeczność i dzielą się swoimi opiniami na forum;
- komunikacyjna – udostępnia się narzędzia komunikacyjne na stronie;
- technologiczna – możliwa dzięki wdrażaniu systemów, które pozwalają np. przeglądać kolekcje;
- usługowa – związana jest z usługami bibliotek cyfrowych, np. możliwość zeskanowania publikacji na życzenie.

Podobnie jak repozytoria, biblioteki cyfrowe opiera się często o międzynarodowe standardy (dla opisu bibliograficznego np. Dublin Core, przesyłanie danych protokół OAI-PMH) i dobre praktyki opracowane przez bibliotekarzy i informatyków. Dzięki przestrzeganiu tych standardów biblioteki cyfrowe działające w sieci mogą być przeszukiwane z jednego miejsca, mogą wymieniać się danymi, a w przyszłości zabezpieczyć zasoby na długi czas.

## Typologia użytkowników biblioteki cyfrowej
Typy użytkowników powstały na podstawie badań Jolanty Mazurek i Lidii Derfert-Wolf:
- użytkownik hobbysta – jego zainteresowaniami jest historia (przede wszystkim regionalna), poszukuje publikacji trudno dostępnych w bibliotekach tradycyjnych;
- użytkownik pracownik naukowy – jest przedstawicielem głównie nauk humanistycznych, wykorzystuje zbiory do przygotowania zajęć lub prowadzenia własnych badań;
- użytkownik student – studenci różnych kierunków, choć najczęściej są to studia humanistyczne, interesują się zbiorami, które są związane ze studiami;
- użytkownik biblioteki cyfrowej – osoba, która świadomie lub też nie trafiła do biblioteki cyfrowej i zaczęła korzystać z jej zbiorów;
- nie-użytkownik (internauta wizytujący) – osoba, która nie jest zainteresowana korzystaniem z usług biblioteki cyfrowej, nie-użytkownik trafia przypadkowo na stronę biblioteki cyfrowej i nie wykorzystuje żadnych danych, system monitorujący nie rejestruje żadnego ruchu internauty;
- użytkownik-odbiorca – osoba, która pojawia się na stronie okazjonalnie (wtedy, kiedy potrzebuje czegoś konkretnego), nie uczestniczy w życiu biblioteki cyfrowej;
- użytkownik-klient – osoba ta jest aktywna i w sposób świadomy korzysta ze zbiorów biblioteki cyfrowej, angażuje się w proces tworzenia biblioteki oraz komunikuje się z administratorami za pomocą dostępnych narzędzi na stronie;
- użytkownik świadomy – prenumeruje kanał RSS, sprawdza niedawno dodane publikacje oraz szuka danych;
- użytkownik, który dowiedział się o bibliotece od drugiej osoby – zapoznaje się ze stroną, szuka danych i regularnie odwiedza bibliotekę cyfrową;
- użytkownik, który trafił dzięki Google – czyta lub pobiera to, co potrzebuje, czasami zapoznaje się bardziej z biblioteką[3].

## Oprogramowanie do budowy bibliotek cyfrowych
Najczęściej stosowane oprogramowania to:
- DSpace – platforma systemowa napisana w języku Java, darmowa, głównym celem DSpace jest przechowywanie materiałów cyfrowych oraz ich udostępnianie w perspektywie długoterminowej;
- Greenstone – oprogramowanie dostępne w dwóch wersjach: w języku Perl oraz Java;
- dLibra – najpopularniejsze oprogramowanie w Polsce od 1999 roku tworzone przez Poznańskie Centrum Superkomputerowo-Sieciowe. Biblioteki cyfrowe stworzyły dzięki temu oprogramowaniu platformę rozproszonych bibliotek cyfrowych opartych na sieci Pionier[4].

## Formaty publikacji
Najczęściej spotykane formaty, w których udostępnia się publikacje tekstowe to:
- Plik tekstowy (niesformatowany tekst) – stosunkowo rzadko używany ze względu na brak możliwości strukturyzacji, np. wyróżniania fragmentów tekstu (stosowanego w publikacjach papierowych).
- RTF (ang. Rich Text Format) – format umożliwiający uproszczone formatowanie tekstu, stosunkowo słabo zachowujący pierwotny wygląd publikacji papierowej.
- HTML (ang. HyperText Markup Language) – umożliwia szybką prezentację publikacji poprzez Internet (ze względu na szeroką dostępność przeglądarek internetowych), podobnie jak RTF umożliwiając stosowanie formatowania oraz umieszczania obrazków, ale również niezachowujący pierwotnego wyglądu publikacji papierowej.
- TIFF – format graficzny, a zatem umożliwiający najwierniejszą w stosunku do papierowego oryginału prezentację zeskanowanej publikacji. Pliki w tym formacie zazwyczaj nie są kompresowane lub są kompresowane bezstratnie i mają większy rozmiar niż w przypadku plików tekstowych.
- DjVu – format graficzny, a zatem umożliwiający najwierniejszą w stosunku do papierowego oryginału prezentację zeskanowanej publikacji. Słabo rozpowszechniony wśród użytkowników m.in. ze względu na wymaganą instalacja wtyczki lub osobnej przeglądarki DjVu, ale wykorzystywany przez niektóre biblioteki cyfrowe ze względu na dedykowane, specjalne metody kompresji danych przeznaczone dla kolorowych, skanowanych dokumentów.
- PDF (ang. Portable Document Format) – powszechnie stosowany format umożliwiający najwierniejszą prezentację publikacji. Pliki w tym formacie zazwyczaj są kompresowane, mają większy rozmiar niż w przypadku plików tekstowych, lecz mniejszy niż TIFF. Format PDF jest stosowany zarówno w przypadku publikacji elektronicznych, jak i digitalizowanych publikacji papierowych.
- fb2 – otwarty format oparty na XML, rozpowszechniony w Rosji.

W repozytoriach multimedialnych mogą znajdować się także pliki graficzne (np. w formatach PNG, TIFF, DjVu, JPEG), pliki dźwiękowe (np. MP3, Ogg Vorbis, WAV, MIDI) oraz pliki wideo (np. MPEG, WMV, AVI, Ogg).

## Przykłady najpopularniejszych bibliotek cyfrowych
- Projekt Gutenberg
- Światowa Biblioteka Cyfrowa (World Digital Library) (ang.)
- Europeana
- Archiwum Internetu (Internet Archive)
- Książki Google[4]